# Charles Ericksen
Charles Ericksen (Tønsberg, Vestfold, 20 de junho de 1875 — Brooklyn, Nova Iorque, 23 de fevereiro de 1916) foi um lutador de luta livre norte-americano.

## Carreira
Foi vencedor da medalha de ouro na categoria peso-meio-médio em St. Louis 1904.